# 浩德蒙古族乡
浩德蒙古族乡是中华人民共和国黑龙江省大庆市肇源县下辖的一个民族乡。

## 行政区划
浩德蒙古族乡下辖以下村级行政区划单位：
老山村、西浩德村、兴海村、石庄子村和莲花村。